# Тате (2. сезона)
Друга сезона теленовеле Тате премијерно је емитована од 15. септембра  2020. године до 19. фебруара 2021. и има 92 епизодe.

## Епизоде
| Бр. еп. (укупно) | Бр. еп. (у сезони) | Наслов                                                                           | Редитељ                       | Сценариста     | Премијера           |
| --- | ------------------ | -------------------------------------------------------------------------------- | ----------------------------- | -------------- | ------------------- |
| 89 | 1                  | Дуња оставља Тому                                                                | Влада Алексић и Милан Коњевић | Душан Јанковић | 15. септембар 2020. |
| Влада одбија Мионину помоћ, а запрепастиће се када угледа Симче у сузама. Све што ће му она рећи је да је све компликовано и да даје отказ. Марко се нуди Влади да ради уместо ње. И Миона ће бити изненађена када је Лола запита о плановима за будућност. Дуња жели да прекине тајну везу с Томом. |                    |                                                                                  |                               |                |                     |
| 90 | 2                  | Миона стиже кући и шокира се кад угледа да је Симче у загрљају њеног мужа        | Влада Алексић и Милан Коњевић | Душан Јанковић | 16. септембар 2020. |
| Марко је ускочио у одело конобара и постао нова Симче. Миона је послушала савет свог шефа и решила да се врати кући. Ипак, већ на улазу ће се шокирати када угледа Симчета и Владу у загрљају. Петар провоцира Ему како би му показала да није равнодушна према њему. |                    |                                                                                  |                               |                |                     |
| 91 | 3                  | Миона је љубоморна на Симче                                                      | Влада Алексић и Милан Коњевић | Душан Јанковић | 17. септембар 2020. |
| Влада се жали другарима да му је у кући пакао са две жене јер Миона непрекидно сикће. За разлику од њега, Петар мисли да је у питању љубомора, да је Миона љубоморна на Симче и да је то добро. Од тог тренутка и сам Влада почиње да гледа Симче другим очима. |                    |                                                                                  |                               |                |                     |
| 92 | 4                  | Направиш жену љубоморном и она полуди                                            | Влада Алексић и Милан Коњевић | Душан Јанковић | 18. септембар 2020. |
| Миона и Радић се поново састају. Он јој признаје да је тачно знао да ће се она вратити кући Влади и деци, али га Миона убеђује да то није био њен избор, већ да је била принуђена да се исели из Лолине куће. Међутим, оно што ју је посебно изненадило јесте кад је у кући видела другу жену. Петар даје нове инструкције Влади како даље да Миону прави љубоморном.                                                            |                    |                                                                                  |                               |                |                     |
| 93 | 5                  | Инспектор Радић нема моралних препрека: Миона је његова!                         | Влада Алексић и Милан Коњевић | Душан Јанковић | 22. септембар 2020. |
| Надметање између Мионе и Симче се наставља. Влада и даље користи ту ситуацију и још више прави љубоморном своју жену. Инспектор Радић сматра да нема више моралних препрека, пошто Влада има другу жену, и да је њему отворен пут да изведе Миону. |                    |                                                                                  |                               |                |                     |
| 94 | 6                  | Боља куварица, а и духовитија од Мионе                                           | Влада Алексић и Милан Коњевић | Душан Јанковић | 23. септембар 2020. |
| Тензије између Владе и Мионе због Симче се појачавају. Поред тога што Миона сматра да Влада фаворизује Симче у свему, па и као куварицу, што њу посебно боли, сада сазнаје да Влада мисли да је Симче духовитија. Кад Симче предложи да оде из његовог стана, Влада јој не дозвољава. |                    |                                                                                  |                               |                |                     |
| 95 | 7                  | Стварно има нешто више између Симчета и Владе                                    | Влада Алексић и Милан Коњевић | Душан Јанковић | 24. септембар 2020. |
| Миона затиче Владу и Симче како се љубе. Шокирана том сценом, одлази код Томе да му се изјада, док он покушава да је разувери да ту има нешто убеђујући је да је Влада обожава. Да би охладила главу, Тома јој чак нуди и да преспава код њега. |                    |                                                                                  |                               |                |                     |
| 96 | 8                  | Дуња остаје без текста када Тврди саопшти тасту и ташти да стиже бебац           | Влада Алексић и Милан Коњевић | Душан Јанковић | 25. септембар 2020. |
| Влада је узнемирен што не може да пронађе Миону, па одлази код ње на посао. Жели да зна где је провела ноћ. Распараву наастављају у кући, па Миона поново у бесу пакује кофере. С друге стране, код Дуње и Тврдог је весеље у стану, јер Тврди саопштава тасту и ташти да ће ускоро имати бебу. Дуња је затечена и без текста!                                                                                                   |                    |                                                                                  |                               |                |                     |
| 97 | 9                  | Нисам трудна                                                                     | Влада Алексић и Милан Коњевић | Душан Јанковић | 29. септембар 2020. |
| Дуњини родитељи су одушевљени што ће имати унуче и почињу да праве планове за дететову будућност. То је кап која је прелила чашу, Дуња више не може да ћути и саопштава им да није трудна. Горица је замислила којим путем треба да иде њен фризерски бизнис и креће у реализацију: прво заморче јој је Ема. |                    |                                                                                  |                               |                |                     |
| 98 | 10                 | Шта буљиш, може баба да ти буде                                                  | Влада Алексић и Милан Коњевић | Душан Јанковић | 30. септембар 2020. |
| Петра је узнемирило Болетово стање и нереаговање, па позива Лолу у помоћ. Влада и његов најстарији син Предраг проводе мирно вече, кад се појави Симче изазовно обучена. Предраг неће моћи да одвоји поглед са њеног деколтеа, што ће отац приметити и сасуће му критику. |                    |                                                                                  |                               |                |                     |
| 99 | 11                 | Миона, пресели се код мене                                                       | Влада Алексић и Милан Коњевић | Душан Јанковић | 1. октобар 2020.    |
| Влада долази са цвећем за Миону, али је затиче како се љуби са Здравком. Почиње расправа у којој ће једно другом рећи све што им је на срцу. Да не би спавала у мотелу, Здравко предлаже Миони да се пресели код њега. Драматично је код Марка и Горице јер Марко не може да пређе преко чињенице да су она и Петар некад били заједно.                                                                                          |                    |                                                                                  |                               |                |                     |
| 100 | 12                 | После расправе са Петром у вези Горице, Марко доноси одлуку - напушта је         | Влада Алексић и Милан Коњевић | Душан Јанковић | 2. октобар 2020.    |
| Мушкарци су решили да се мало обрачунају. Док Влада одлази у Здравкову канцеларију да га упозори да му остави сина на миру, Марко стиже код свог најбољег друга Петра и у бесу му саопштава да зна да је био са Горицом. Расправе доносе нове одлуке. И Марко и Влада окрећу нови лист! |                    |                                                                                  |                               |                |                     |
| 101 | 13                 | Марко је напустио Горицу, а Ема је главни кривац                                 | Влада Алексић и Милан Коњевић | Душан Јанковић | 6. октобар 2020.    |
| Горица је очајна што је Марко напустио и тражи главног кривца. То је опет њена сестра која јој је донела лошу карму. Марко одлази код Лоле и прича јој зашто је оставио Горицу. Миона и Здравко разматрају могућност да се она пресели код њега и да тако добију и другу шансу! |                    |                                                                                  |                               |                |                     |
| 102 | 14                 | Mиона пакује кофере и иде да живи код Здравка                                    | Влада Алексић и Милан Коњевић | Душан Јанковић | 7. октобар 2020.    |
| Пеки приговара оцу што је са Симче сматрајући да је он стар и оронуо и да њој треба неко млађи. Миони ће препричати да је видео да су Влада и Симче били интимни. То је кап која прелива чашу: Миона пакује кофере и прихвата Здравкову понуду. |                    |                                                                                  |                               |                |                     |
| 103 | 15                 | Здравко топи Мионино срце                                                        | Влада Алексић и Милан Коњевић | Душан Јанковић | 8. октобар 2020.    |
| После непријатног разговора са Тврдим у вези Томе и њене претпоставке да му неко смешта, Дуња одлази код Томе у амбуланту. Тек ту ће је дочекати хладан туш. Миона и Здравко почињу да граде свакодневницу. Његове топле речи јој топе срце. |                    |                                                                                  |                               |                |                     |
| 104 | 16                 | Стиже Пеки, пијан као мајка                                                      | Влада Алексић и Милан Коњевић | Душан Јанковић | 9. октобар 2020.    |
| Тома сазнаје од Лоле да је долазила социјална радница да се распита какав је као отац. То је Томи само још једна мука више јер му у посету долази Петар да се похвали женским гаћицама које скупља његов Боле, очајнички заљубљен у Јању. И Влада схвата да има проблем када му се на вратима појави Пеки мртав пијан. |                    |                                                                                  |                               |                |                     |
| 105 | 17                 | Пеки хоће да живи са Мионом. Али где?                                            | Влада Алексић и Милан Коњевић | Душан Јанковић | 13. октобар 2020.   |
| Пеки се јада мајци да не жели више да живи са Владом. Жели да буде са њом да живе у мотелу. Зато, Миона тактички поступа. Здравко одлази код своје психотерапеуткиње да се поздраве јер сматра да је решио своје проблеме и да му је много у томе помогла. Марко шизи јер му Горица натура послове занатлије и физичког радника, а он је заправо интелектуалац и тако жели да зарађује за живот.                                 |                    |                                                                                  |                               |                |                     |
| 106 | 18                 | Изненађење за Миону, а још више за Пекија!                                       | Влада Алексић и Милан Коњевић | Душан Јанковић | 14. октобар 2020.   |
| Здравко приређује специјално изненађење Миони, упознаје је са својом сестричном која је заправо Пекијева другарица с којом је искусио прво пијанство. Ипак, неће Миона бити највише шокирана, већ управо Пеки када му другарица каже с ким му живи мајка. |                    |                                                                                  |                               |                |                     |
| 107 | 19                 | Тома упада у замку                                                               | Влада Алексић и Милан Коњевић | Душан Јанковић | 15. октобар 2020.   |
| На Томина врата му стиже избезумљени човек који тврди да му се керуша порађа и тражи од њега да му хитно помогне. Тома се нећка, али прихвата да крене и оставља Јању саму, не схватајући да упада у замку коју му је наместио Тврди и ташта. |                    |                                                                                  |                               |                |                     |
| 108 | 20                 | Тома даје изјаву полицији уз Петрову асистенцију                                 | Влада Алексић и Милан Коњевић | Душан Јанковић | 16. октобар 2020.   |
| Тома одлази у полицијску станицу у пратњи Петра. Иако ће полицајка изнети чињенице које су утврдили током ноћи кад је Тома оставио Јању саму у кући, Петар ће дати све од себе да удари на њене сентименте. |                    |                                                                                  |                               |                |                     |
| 109 | 21                 | Тандем Тврди-Ружа наставља да "смешта" Томи                                      | Влада Алексић и Милан Коњевић | Душан Јанковић | 20. октобар 2020.   |
| Здравко одлази код Владе да га моли да не спутава Фикијеву жељу да игра шах. Њихов сукоб се заоштрава. Након што је полиција пронашла Јању саму у стану, Тврди наставља да сугерише Томиној ташти следећи корак - полицијски записник мора доћи у руке жене из социјалног. |                    |                                                                                  |                               |                |                     |
| 110 | 22                 | Остани Симче и пређи у мој брачни кревет                                         | Влада Алексић и Милан Коњевић | Душан Јанковић | 21. октобар 2020.   |
| Горица не жели да сарађује са Марком, већ има нови пројекат - писаће књигу која ће се звати "Мој дан са Горицом". Симче одлучује да напусти Владину кућу, али он јој предлаже да остане у његовом дому и да се са кауча пресели у његов брачни кревет. |                    |                                                                                  |                               |                |                     |
| 111 | 23                 | Тома је очајан, смишља како да врати Јању                                        | Влада Алексић и Милан Коњевић | Душан Јанковић | 22. октобар 2020.   |
| Након што су Томи одузели Јању и одвели је код Руже, он се јада мајци питајући се шта је згрешио богу да му узме жену, па сад и ћерку. Сазнаје и да Јања не иде у вртић. Ипак, ту је пријатељ адвокат да му укаже на решење. |                    |                                                                                  |                               |                |                     |
| 112 | 24                 | Ружа трује Јању, Тома проналази правог сведока                                   | Влада Алексић и Милан Коњевић | Душан Јанковић | 23. октобар 2020.   |
| Социјална радница прекорева Ружу што Јању више не пушта у вртић, а за то време Тома проналази праву особу која ће на суду сведочити у његову корист. Ружа ружним речима о Томи покушава да отрује малу Јању! |                    |                                                                                  |                               |                |                     |
| 113 | 25                 | Проблеми у рају: Миона и Здравко се свађају због Јелене                          | Влада Алексић и Милан Коњевић | Душан Јанковић | 27. октобар 2020.   |
| Дуња саопштава Тврдом да ће сведочити за Тому да би му вратили дете. Тврди је бесан и покушава да спречи Дуњу да то учини. Између Мионе и Здравка избијају прве чарке, а повод за свађу је Јелена. |                    |                                                                                  |                               |                |                     |
| 114 | 26                 | Поново у татином загрљају                                                        | Влада Алексић и Милан Коњевић | Душан Јанковић | 28. октобар 2020.   |
| Јања је поново у загрљају свог тате. Признаје му да јој је бака Ружа рекла да је он више не жели и да ће јој бити боље да живи са њом. Када буде разговарао са Ружом, Тома ће покушати да буде смирен и да не прекрши ниједну одредбу због које ће му судски процес враћања Јање бити отежан. За то време, Петар добија животне лекције од свог сина који му објашњава да се јасно види колико је заљубљен у Ему.                |                    |                                                                                  |                               |                |                     |
| 115 | 27                 | Савете о љубави и сексу, Петар сада добија од Владе и Еме                        | Влада Алексић и Милан Коњевић | Душан Јанковић | 29. октобар 2020.   |
| Шеф је понудио Миони посао ван града на два месеца. Она очекује да ће се Здравко противити том предлогу и изненадиће је његова реакција. Петар је потпуно збуњен ситуацијом јер никада није био заљубљен, а сада му љубавне савете деле његов синчић, Влада и Ема. |                    |                                                                                  |                               |                |                     |
| 116 | 28                 | Марко је краљ подијума, али са другом девојком                                   | Влада Алексић и Милан Коњевић | Душан Јанковић | 30. октобар 2020.   |
| Плесно вече постаје ноћна мора за Горицу јер се појављује згодна девојка, плесачица с којом Марко постаје краљ подијума. Док се Здравко преиспитује где је погрешио са Мионом, Дуња добија пацке од мајке која покушава да јој утуви у главу да је Тврди прави човек за њу, стварајући јој осећај кривице. |                    |                                                                                  |                               |                |                     |
| 117 | 29                 | Тврди стеже, Дуња бежи                                                           | Влада Алексић и Милан Коњевић | Душан Јанковић | 3. новембар 2020.   |
| Ружа преноси Тврдом да је Дуња одвојила Јању од групе и дозволила јој да буде са оцем, мимо судске одлуке. Ово је за Тврдог кап која прелива чашу и зато ће покушати да забрани Дуњи да сведочи у Томину корист на суду. Ни не слути колико је Дуња тврд орах. |                    |                                                                                  |                               |                |                     |
| 118 | 30                 | Трећа Маркова жена                                                               | Влада Алексић и Милан Коњевић | Душан Јанковић | 4. новембар 2020.   |
| Горица луди што Марко врцка по плесном подијуму са другом девојком, а он све више изгара за плес. Савет како да се ослободи треће жене Горица тражи од Лоле. Мали Фики снима Владу мобилним телефоном како се препушта сексуалној предигри усред своје пицерије. |                    |                                                                                  |                               |                |                     |
| 119 | 31                 | Због жеље да игра, Марко у ланац лажи укључује неколико људи                     | Влада Алексић и Милан Коњевић | Душан Јанковић | 5. новембар 2020.   |
| Да би се Дуња што боље припремила за сведочење на суду, она и Тома одлазе код Петра да их посаветује. Ипак, откривају му да су имали тајну везу и сазнају да би то Ружа ако сазна или наслућује могла да употреби против њих. Зато је за суд нови предлог Лола. Маркова жеља да игра је огромна и зато је спреман да у своју лаж укључи неколико људи.                                                                           |                    |                                                                                  |                               |                |                     |
| 120 | 32                 | Марко је ухваћен у лажи                                                          | Влада Алексић и Милан Коњевић | Душан Јанковић | 6. новембар 2020.   |
| Марков алиби пропада јер Горица долази до пицерије где затиче његову бившу жену и ћерку с којима је требало да буде. Одлучује да га остави. Посетиће Томину мајку знајући да је бије глас да одлично гледа у шољу. Ни оно што ће јој она рећи, неће је умирити. |                    |                                                                                  |                               |                |                     |
| 121 | 33                 | Потрага за Јањом                                                                 | Влада Алексић и Милан Коњевић | Душан Јанковић | 10. новембар 2020.  |
| Јања је нестала. Ружа је уверена да ју је Тома киднаповао, а он покушава да јој утуви да не зна где је дете и да треба што пре да се реагује. Полицајци ускоро стижу на Томина врата, али без Јање. Потрага тек почиње. |                    |                                                                                  |                               |                |                     |
| 122 | 34                 | Можда је Ружа киднаповала Јању                                                   | Влада Алексић и Милан Коњевић | Душан Јанковић | 11. новембар 2020.  |
| Потрага за Јањом се наставља. Тома је избезумљен и тражи је на местима која су њој била драга, одлази и у обданиште уверен да је тамо преспавала. Када његова пријатељица психотерапеут сазна шта се дешава још једна идеја улази у игру - можда ју је киднаповала Ружа? |                    |                                                                                  |                               |                |                     |
| 123 | 35                 | Песма за Ему                                                                     | Влада Алексић и Милан Коњевић | Душан Јанковић | 12. новембар 2020.  |
| Еми је рођендан и можда је ово прави дан да Петар изигра Гвоздена и да јој сам растопи срце нежном песмом. Ружу ништа не може толико да заболи као критика да није способна да брине о Јањи због својих година. Њеном очају нема краја. |                    |                                                                                  |                               |                |                     |
| 124 | 36                 | Ликвидација противника                                                           | Влада Алексић и Милан Коњевић | Душан Јанковић | 13. новембар 2020.  |
| Када се поново види са татом, Јања му открива да је чула разговор Дуњиног дечка и Руже и да је он обећао да ће да га уништи. Да би прекратио муке заљубљеног човека, Петар одлучује да елиминише свог ривала: Озрену следи отказ! |                    |                                                                                  |                               |                |                     |
| 125 | 37                 | Тома је уверен да је Јања говорила истину: Тврди и Ружа хоће да га униште        | Влада Алексић и Милан Коњевић | Душан Јанковић | 17. новембар 2020.  |
| Ема је решила да спасе Озрена - уколико га Петар не врати на посао, одлази и она. Тома саопштава Дуњи да је од Јање сазнао да Тврди и Ружа шурују и да су се уротили против њега. Одлази и код Петра који му предлаже да набави доказе, да би то било важно за суд. |                    |                                                                                  |                               |                |                     |
| 126 | 38                 | Јања се враћа кући                                                               | Влада Алексић и Милан Коњевић | Душан Јанковић | 18. новембар 2020.  |
| Ружа је изненађена оним што изговара у судници Петар, Томин адвокат. Све је могла да предвиди, али овакав ток је чак и за њу шокантан. И након пресуде, Ружа се не мири, а то јој не дозвољава ни Тврди. |                    |                                                                                  |                               |                |                     |
| 127 | 39                 | Готово је са Петром или није?                                                    | Влада Алексић и Милан Коњевић | Душан Јанковић | 19. новембар 2020.  |
| Тома има нова сазнања да су Тврди и Ружа шуровали. и то преноси Петру коме није јасно зашто и даље форсира ту причу, кад му се ћерка вратила. Ема је решила да раскрсти с Петром, али није јој свеједно. Озрен то примећује. |                    |                                                                                  |                               |                |                     |
| 128 | 40                 | Ема, ово међу нама није грешка!                                                  | Влада Алексић и Милан Коњевић | Душан Јанковић | 20. новембар 2020.  |
| Откад је сазнао да су се Ружа и Тврди уротили против њега, Тома покушава да прибави доказе. Када добије признање од момка да га је Тврди наговорио да му намести игру, Тома одлази у суд и захтева да се правосудни органи укључе. Петар не жели да прихвати да је оно што је имао са Емом била грешка. |                    |                                                                                  |                               |                |                     |
| 129 | 41                 | Сведочићу против Руже                                                            | Влада Алексић и Милан Коњевић | Душан Јанковић | 24. новембар 2020.  |
| Разочарана Ружиним поступцима и покушајем да је корумпира, социјална радница нуди Томи да му буде сведок, уколико буде потребно. Када Тома буде поменуо Ружи да ју је раскринкао и да зна да је радила у договору са Тврдим, ташта ће се правити луда. За то време Петар покушава још једном да освоји Ему. |                    |                                                                                  |                               |                |                     |
| 130 | 42                 | Ема не зна кога да изабере                                                       | Влада Алексић и Милан Коњевић | Душан Јанковић | 25. новембар 2020.  |
| Петар је потпуно депримиран. Чини му се да је заказао у кревету, баш у оној дисциплини где је био непревазиђен. Ема је збуњена и тражи помоћ од Томине мајке која ће пробати да јој разјасни ситуацију гледањем у шољу. |                    |                                                                                  |                               |                |                     |
| 131 | 43                 | Песницама на Петра!                                                              | Влада Алексић и Милан Коњевић | Душан Јанковић | 26. новембар 2020.  |
| Озрен је наишао у незгодном тренутку, када су страсним пољупцима Ема и Петар "решавали" случај Хаџи-Славковића. А када чује да су имали секс, Озрен губи контролу и креће песницама на Петра. падају тешке речи, и ову драму једино Ема може прекинути. |                    |                                                                                  |                               |                |                     |
| 132 | 44                 | Марш из моје куће                                                                | Влада Алексић и Милан Коњевић | Душан Јанковић | 27. новембар 2020.  |
| Тома је морао Дуњу да упозна са страшном истином - иза одузимања његове кћерке стоји Тврди. Запањена оним што је чула Дуња одлази кући и избацује Тврдог напоље. Код Бамбуловића и даље траје рат око једне фотеље. Гурка се наставља и у пицерији, па ситуацију покушава да смири Симче. Али, ствари јој измичу контроли. |                    |                                                                                  |                               |                |                     |
| 133 | 45                 | Озрен је бољи у кревету него ти                                                  | Влада Алексић и Милан Коњевић | Душан Јанковић | 1. децембар 2020.   |
| После разговора са Петром, Озрену је потребна Емина потврда да га воли. Ипак, на то питање, она остаје нема, што Озрену говори више од речи. Ема одлучује да се обрачуна са Петром и да га удари тамо где га највише боли, али њено стање је проблематично! |                    |                                                                                  |                               |                |                     |
| 134 | 46                 | Кад мајка држи страну Тврдом, Дуња пакује кофере                                 | Влада Алексић и Милан Коњевић | Душан Јанковић | 2. децембар 2020.   |
| Ема се разбуђује у Горичином кревету после пијане ноћи и не сећа се ничега. Дуњина мајка се противи њеној идеји да избаци Тврдог из куће јер сматра да је он "њихов" и да је много учинио за породицу. Пошто живи у мајчином стану, Дуњи не преостаје ништа друго него да сама спакује кофере. |                    |                                                                                  |                               |                |                     |
| 135 | 47                 | Бивше девојке ме више не занимају                                                | Влада Алексић и Милан Коњевић | Душан Јанковић | 3. децембар 2020.   |
| Петар и Ема излазе на први прави дејт, али од његових бивших девојака се не може живети. Еми све то тешко пада и пребацује Петру. Дуњин тата је пренеражен када чује да му ћерка није спавала у својој кући. |                    |                                                                                  |                               |                |                     |
| 136 | 48                 | Тврди и Тома се сукобљавају због Дуње                                            | Влада Алексић и Милан Коњевић | Душан Јанковић | 4. децембар 2020.   |
| Тврди и Тома се отворено сукобљавају, њихова свађа прераста у физички обрачун. Тврди долази у обданиште и захтева да Дуња призна где је спавала. Љубавна прича између Еме и Петра се наставља. Изгледа да проналазе исту таласну дужину. |                    |                                                                                  |                               |                |                     |
| 137 | 49                 | Узеће Влади пола од свега што су заједно изградили                               | Влада Алексић и Милан Коњевић | Душан Јанковић | 8. децембар 2020.   |
| Миона је љута јер је уверена да Влада против ње води рат. Зато је спремна да му узме пола од свега што су заједно градили. Да би провела време са унуком, Ружа је позвана на вечеру у Томиној кући, док је Ема добила позив да остане да преспава код Болета и Петра. |                    |                                                                                  |                               |                |                     |
| 138 | 50                 | Тома позива Дуњу да се пресели код њега                                          | Влада Алексић и Милан Коњевић | Душан Јанковић | 9. децембар 2020.   |
| Тома зна да Дуња не спава у кући и позива је да дође код њега, у његову кућу. Озрен и даље не може да избаци Ему из главе и моли је да му пружи другу шансу. Њихов разговор прекида љубоморни Петар. |                    |                                                                                  |                               |                |                     |
| 139 | 51                 | Дуњина мајка нема разумевања за Дуњине потезе и наставља да држи страну Тврдом   | Влада Алексић и Милан Коњевић | Душан Јанковић | 10. децембар 2020.  |
| Ива је љута што ће простор морати да дели са Дуњом и зато пита мајку да ли је њихов стан постао хотел за распуштенице. Дуња и даље има проблем са мајком која је на страни Тврдог и нема разумевања за ћерку. Ема и Петар су на седмом небу, а томе се посебно радује Боле који одлучује да Ему зове мама. |                    |                                                                                  |                               |                |                     |
| 140 | 52                 | Дуњин окршај с мајком                                                            | Влада Алексић и Милан Коњевић | Душан Јанковић | 11. децембар 2020.  |
| Пошто је Тврди изашао из стана, Дуњи се ослободио простор. Окршај с мајком је неизбежан, а кад јој Дуња у лице скреше све што мисли, мајка одлази љута. Тома тера своју мајку да иде на село, а она добро зна да је то због девојке. |                    |                                                                                  |                               |                |                     |
| 141 | 53                 | Ема је савршена, али због њеног ноћног тестерисања Петар не зна шта ће           | Влада Алексић и Милан Коњевић | Душан Јанковић | 15. децембар 2020.  |
| Све је савршено откад је Ема ту, али Петар има нови проблем: њено ужасно хркање од кога не може да заспи. Другарима у пицерији ће пластично објаснити како изгледа њено ноћно тестерисање. Томина мајка ће одржати лекцију прија Ружи, и оставиће је без текста. |                    |                                                                                  |                               |                |                     |
| 142 | 54                 | Дуња чека Томин потез                                                            | Влада Алексић и Милан Коњевић | Душан Јанковић | 16. децембар 2020.  |
| Дуња отворено ставља Томи до знања да га чека и да је он сада на потезу. Али, Тврди не намерава да је остави на миру. Ако њега нема, потрудиће се да Дуњи пред очима буде плакат са личном поруком. |                    |                                                                                  |                               |                |                     |
| 143 | 55                 | Више нема околишања                                                              | Влада Алексић и Милан Коњевић | Душан Јанковић | 17. децембар 2020.  |
| Ема открива да су јој за леђа залепили тениску лоптицу и тражи од Петра и Болета да кажу зашто. Петар јој директно изговара: Хрчеш као камионџија! Томина мајка Велиборка носи велики терет због тестамента и не зна како да га се ослободи. |                    |                                                                                  |                               |                |                     |
| 144 | 56                 | Раскидам                                                                         | Влада Алексић и Милан Коњевић | Душан Јанковић | 18. децембар 2020.  |
| Тврди је бесан када му Дуња каже да раскида са њим. Почиње да је убеђује да на такав потез нема права. Ипак, она скида веренички прстен и оставља му га на столу у ресторану. |                    |                                                                                  |                               |                |                     |
| 145 | 57                 | То што је Дуња раскинула, ништа не значи                                         | Влада Алексић и Милан Коњевић | Душан Јанковић | 22. децембар 2020.  |
| Дуњина мајка и даље подгрева жељу Тврдог да буде са Дуњом. Марко је на мајицу пресликао ћеркин цртеж. Али оно што је проблематично је Лолин изглед. Другари у Владиној пицерији су сигурни да ће Лола полудети. |                    |                                                                                  |                               |                |                     |
| 146 | 58                 | Јања проводаџише и спаја Дуњу и Тому                                             | Влада Алексић и Милан Коњевић | Душан Јанковић | 23. децембар 2020.  |
| Дуња свечано Томи пред Јањом саопштава да је дефинитивно готово са Тврдим и да је сада слободна. Јања је одушевљена и одмах се хвали да је и њен тата слободан. За то време Симче покушава од Владе да извуче бар један секси комплетић за џабе. |                    |                                                                                  |                               |                |                     |
| 147 | 59                 | Шта ће рећи комшије                                                              | Влада Алексић и Милан Коњевић | Душан Јанковић | 24. децембар 2020.  |
| Тома нуди Дуњи да остане код њега да преспава. Отворили су нову страницу и мисле да им нико не може стати на пут. Дуњина мајка је решила да забибери и тражи од ћерке да се више не виђа с Томом, а с друге стране, захтева од Тврдог да смисли нешто романтично на шта ће њена ћерка пасти. |                    |                                                                                  |                               |                |                     |
| 148 | 60                 | Тврди стихоклепац                                                                | Влада Алексић и Милан Коњевић | Душан Јанковић | 25. децембар 2020.  |
| И док Лола указује Миону шта ће све да је чека кад крене бракоразводна парница, Тврди се нада помирењу с Дуњом. Песму је сам написао, а речи које је упаковао одушевиће Дуњу. |                    |                                                                                  |                               |                |                     |
| 149 | 61                 | Влада покреће бракоразводну парницу                                              | Влада Алексић и Милан Коњевић | Душан Јанковић | 29. децембар 2020.  |
| Симче се све више занима за Владино брачно стање и зато га директно пита када ће да се разведе. Упркос изјавама и сетним моментима који га хватају, Влада стиже код Петра како би покренуо бракоразводну парницу. Ту затиче Миону која је стигла истим поводом. |                    |                                                                                  |                               |                |                     |
| 150 | 62                 | Кад Велиборка кињи прија Ружу                                                    | Влада Алексић и Милан Коњевић | Душан Јанковић | 30. децембар 2020.  |
| Тврди не одустаје. Смислио је нови перформанс за освајање Дуње. Томина мајка Велиборка је добила прилику да се на свој начин освети Ружи. Дала јој је плетиво у руке и пустила јој музику из свог родног краја. За то време, Влада смишља начин како да нађе доброг и јефтиног адвоката који ће га заступати. Једно решење му нуди Симче!                                                                                        |                    |                                                                                  |                               |                |                     |
| 151 | 63                 | Влада жели да још једном покуша с Мионом                                         | Влада Алексић и Милан Коњевић | Душан Јанковић | 1. јануар 2021.     |
| Петар има онлајн сусрет с децом из вртића и објашњава им шта је посао адвоката. Кад се Ема појави, Боле поносно ускликне: Моја нова мама! Влада одлучује да не буде он тај који ће покренути захтев за развод брака, и све је више уверен да он и Миона треба да добију још једну шансу. |                    |                                                                                  |                               |                |                     |
| 152 | 64                 | Да ли желиш до краја живота да хрчеш само за мене?                               | Влада Алексић и Милан Коњевић | Душан Јанковић | 5. јануар 2021.     |
| Другари одлучују да стану на пут Петровој намери да запроси Ему, сматрајући да још није зрео за озбиљне кораке. Њихова тајна операција почиње. Пеки излази са Јеленом на дејт и пада први пољубац! О својој заљубљености прича ујаку. |                    |                                                                                  |                               |                |                     |
| 153 | 65                 | Враћа се Болетова мама                                                           | Влада Алексић и Милан Коњевић | Душан Јанковић | 6. јануар 2021.     |
| Дуња се одлучује да изађе с Томом на прави љубавни састанак. Пеки сазнаје да је његова мајка одлучила да се разведе од тате. У тренутку кад Ема и Петар проживљавају најлепше тренутке, на врата стана закуцаће Болетова мама. |                    |                                                                                  |                               |                |                     |
| 154 | 66                 | Мајко, била сам са Томом                                                         | Влада Алексић и Милан Коњевић | Душан Јанковић | 7. јануар 2021.     |
| Влада верује да ће старатељство над децом припасти њему, иако га Марко убеђује у супротно. Болетова мајка не жели да чека да је се син сети и покаже бар нека осећања према њој. Жели да га води одмах. Дуња без длаке на језику обавештава мајку да се виђа с Томом. |                    |                                                                                  |                               |                |                     |
| 155 | 67                 | Веза између Пекија и Јелене љути Миону.                                          | Влада Алексић и Милан Коњевић | Душан Јанковић | 8. јануар 2021.     |
| Миона хвата Пекија и Јелену како се грле. Није јој јасно зашто је морао баш њу да изабере од толиких девојака, а и он њој пребацује како је могла да покрене бракоразводну парницу. Болетова мама не одустаје од сина и покушава да га узме од Петра на све начине. |                    |                                                                                  |                               |                |                     |
| 156 | 68                 | Тома има нову обожаватељку                                                       | Влада Алексић и Милан Коњевић | Душан Јанковић | 12. јануар 2021.    |
| Дуња је под великим притиском и због тога одбија Томин позив на вечеру стављајући му до знања да јој треба још времена да размисли. Лола подржава њен став да буде своја и сама. С друге стране, Томи у ординацију стиже клијенткиња која му се отворено набацује. Љубавну песму чуће и Лолина Ива и то у мамином присуству. |                    |                                                                                  |                               |                |                     |
| 157 | 69                 | Варнице између Тијане и Еме                                                      | Влада Алексић и Милан Коњевић | Душан Јанковић | 13. јануар 2021.    |
| Ситуација у Владиној пицерији измиче контроли: Влада је превише попио и не зна ни шта ни где прича. Дозива Петра који је мушки скуп управо напустио и стигао у свој дом где је атмосфера наелектрисана због претњи или савета које је Тијана упутила Еми. |                    |                                                                                  |                               |                |                     |
| 158 | 70                 | Здравко узвраћа посету Влади и стиже у пицерију                                  | Влада Алексић и Милан Коњевић | Душан Јанковић | 14. јануар 2021.    |
| Јелена најављује Миони да ће у кући имати акцију јер долази јој момак - Пеки. Миона је у шоку, док Јелена не одустаје од идеје досипајући уље на ватру. Пошто је Влада упао у Здравков стан, Здравко узвраћа посету. Дуња и даље жели да има слободу како би размислила о свему, што Тома званично подржава, мада му је једна клијенткиња све ближа.                                                                             |                    |                                                                                  |                               |                |                     |
| 159 | 71                 | Уме Ема да одбруси: "Прво среди кућу"                                            | Влада Алексић и Милан Коњевић | Душан Јанковић | 15. јануар 2021.    |
| Тијана најављује да почиње да тражи посао. Ту њену најаву Ема дочекује на нож упућујући јој критику да прво спреми кућу. Томину мајку весели долазак клијенткиње која се отворено набацује њеном сину. Почиње да навија за њу и да Томи предочава све њене квалитете. |                    |                                                                                  |                               |                |                     |
| 160 | 72                 | Шта то смера Тијана                                                              | Влада Алексић и Милан Коњевић | Душан Јанковић | 19. јануар 2021.    |
| Тома и Дуња настављају виђање. То још увек није забављање, иако јој Тома поново ставља до знања да не жели са њом само да буде пријатељ. Тијана није до краја била искрена према Петру, али га моли за помоћ. Шта је истина, а шта варка, пита се и Горица која откључава собу из које разголићени излазе Лола и Марко. |                    |                                                                                  |                               |                |                     |
| 161 | 73                 | Нека Тијана иде у полицију, није ово крими серија                                | Влада Алексић и Милан Коњевић | Душан Јанковић | 20. јануар 2021.    |
| Ема је несрећна јер не зна како да се постави према Тијани. Тражи савет и од Горице, али је тек њена прича о мужу и Лоли још више шокира. Предлаже Петру да би Тијана требало да оде у полицију и да све исприча. |                    |                                                                                  |                               |                |                     |
| 162 | 74                 | Симче решава ствар у 2 корака                                                    | Влада Алексић и Милан Коњевић | Душан Јанковић | 21. јануар 2021.    |
| Миона је узнемирена јер верује да су Пеки и Јелена били интимни. Јелена је уверава да између њих двоје није било ништа јер ни она ни Пеки немају искуства. Петар је узнемирен јер не зна како да се постави према Еми и Тијани, али ту је зато Симче која у 2 реченице решава ствар. |                    |                                                                                  |                               |                |                     |
| 163 | 75                 | Брига о животињама зближава Тому и Марију                                        | Влада Алексић и Милан Коњевић | Душан Јанковић | 22. јануар 2021.    |
| Због сукоба са Лолом, Горица забрањује Марку да иде код бивше жене. Влада је бесан што је Симче подржала Томину и Марију акцију спасавања азила за псе, ткао што ће направити караоке вече у његовом ресторану. И Ема је љута јер Петар све више на Тијанину страну. |                    |                                                                                  |                               |                |                     |
| 164 | 76                 | Ема напушта Петра                                                                | Влада Алексић и Милан Коњевић | Душан Јанковић | 26. јануар 2021.    |
| Кад Ема угледа Тијану како се удвара Петру и прича му да његова веза са Емом нема будућност, пожелеће да га напусти. Ни Томи није свеједно кад Дуња одбије његов позив да дође на добротворну прославу за азил јер има планове са Тврдим. |                    |                                                                                  |                               |                |                     |
| 165 | 77                 | Караоке вече                                                                     | Влада Алексић и Милан Коњевић | Душан Јанковић | 27. јануар 2021.    |
| Тома је пренеражен што је Јања сипала прашак за буве Марији у кафу, а још више када чује шта о њој мисли. Лола је спремна за караоке забаву и намера све да остави без даха. А већ први који ће занемети кад је угледа је Марко! |                    |                                                                                  |                               |                |                     |
| 166 | 78                 | Шта сад, дан после страсне ноћи                                                  | Влада Алексић и Милан Коњевић | Душан Јанковић | 28. јануар 2021.    |
| Било је питање тренутка кад ће поново букнути страст између Лоле и Марка. Ипак, након бурне ноћи, он се спрема за одлазак. На Горичина питања о претходној вечери, Марко замуцкује, док се Лолине ћерке радују обновљеној вези између маме и тате. Тијана маскира Болета и предочава му да морају да се крију од лоших људи који хоће њој да науде.                                                                              |                    |                                                                                  |                               |                |                     |
| 167 | 79                 | Ема сазнаје од кога бежи Тијана                                                  | Влада Алексић и Милан Коњевић | Душан Јанковић | 29. јануар 2021.    |
| Тврди се јада Блаженки да му недостаје животна енергија откад нема Дуње. Несуђена ташта пуна је разумевања за његове потребе. Лола и Марко имају озбиљан разговор о свом односу. Горица проналази у Тијанином коферу мобилни телефон. Кад зазвони предаје га Еми, која ће чути претње упућене Тијани. |                    |                                                                                  |                               |                |                     |
| 168 | 80                 | Дуња врати се, повредио сам се                                                   | Влада Алексић и Милан Коњевић | Душан Јанковић | 2. фебруар 2021.    |
| Петар је згрожен сазнањем да Тијани прете, а да је она својим поступцима довела дете у опасност. Предлаже да се он састане са опасним момком којем Тијана дугује паре. Тврди покушава да изазов осећај кривице код Дуње, зато се баца низ степенице и повређује се. |                    |                                                                                  |                               |                |                     |
| 169 | 81                 | Дуња има осећај кривице због Тврдог                                              | Влада Алексић и Милан Коњевић | Душан Јанковић | 3. фебруар 2021.    |
| Тома се љути на мајку јер га нервира њено гледање у шољу. Дуња се исповеда Томи и признаје да има осећај кривице због Тврдог који је у тешком стању у болници. Марко се удвара Лоли, али и он налеће на мину кад му се отворено набацује клијенткиња код које је дошао поправити електричне инсталације. |                    |                                                                                  |                               |                |                     |
| 170 | 82                 | Боле је отет                                                                     | Влада Алексић и Милан Коњевић | Душан Јанковић | 4. фебруар 2021.    |
| Роман, који уцењује Тијану, киднаповао је Болета и тражи од Петра да му исплати 20 000 евра. Пошто је клијенткиња покушала да га напаствује, Марко се жали Горици која му не верује и наређује му да поново иде код ње. Тврди има амнезију, али лекари не знају коју врсту. Дуњи је то велики проблем јер је он уверен да му је она жена, а лекари сматрају да му је потребна озбиљна нега.                                      |                    |                                                                                  |                               |                |                     |
| 171 | 83                 | Како вратити Болета                                                              | Влада Алексић и Милан Коњевић | Душан Јанковић | 5. фебруар 2021.    |
| Тијана односи 10 000 евра Роману који је киднаповао Болета. Предочава му да више пара неће добити иако Петар има толико пара да би и њега могао да купи, што Роману даје нову идеју. Марко је у невољи, поново је у канџама жене која од њега очекује врућу акцију. Иако је доктор упозорио да Тврдог треба постепено враћати у реалност и суочавати са истином, кад му Дуња каже да су они раскинули. он добија напад!          |                    |                                                                                  |                               |                |                     |
| 172 | 84                 | Горице, мама и тата су поново заједно                                            | Влада Алексић и Милан Коњевић | Душан Јанковић | 9. фебруар 2021.    |
| Дуња је у великом проблему јер је околности поново гурају Тврдом у наручје. Долази да се пожали својој другарици и показује јој прстен који јој је мајка набавила не би ли све изгледало као да је верена за Тврдог. Горица је полудела кад је у Марковој јакни пронашла женски доњи веш. Одлази код Лолиних ћерки где јој млађа потврђује да су мама и тата поново заједно.                                                     |                    |                                                                                  |                               |                |                     |
| 173 | 85                 | Боле је престрашен                                                               | Влада Алексић и Милан Коњевић | Душан Јанковић | 10. фебруар 2021.   |
| Тома одлази са Дуњом код Тврдог у болницу. Али и њега убацују у лаж, па га Тврди моли да му припази Дуњу док се он не опорави. Боле је и даље затворен, плаче и лупа на врата, док отац покушава да га пронађе. Док буде причао са Петром, Роман добија срчани напад! Боле је ван себе. |                    |                                                                                  |                               |                |                     |
| 174 | 86                 | Роман жели да врати напаст кући, али нико не очекује да ће се умешати и полиција | Влада Алексић и Милан Коњевић | Душан Јанковић | 11. фебруар 2021.   |
| Роман тражи од Петра да дође по сина, јер он Болета не може да поднесе. Једини услов који му поставља јесте да дође сам. Симче среће инспектора Радића и његову колегиницу и детаљно их обавештава о Болетовом нестанку. Пошто је схватио да је Горица умешала прсте у Ивину забаву, Марко јој издаје наредбу да од Владине пицерије направи хотел са 5 звездица.                                                                |                    |                                                                                  |                               |                |                     |
| 175 | 87                 | Радић све разоткрива                                                             | Влада Алексић и Милан Коњевић | Душан Јанковић | 12. фебруар 2021.   |
| На састанак са Романом поред Петра ненајављен стиже и Радић. Инспектор зна Романове тајне, па и то да зна да има породицу и дете. Кад Роман завапи да му у породицу не дирају, то је сигнал Петру да ће вратити Болета. Инспектор Радић разоткрива још једног преваранта, али му његова психотерапеуткиња Јасна не верује ни реч.                                                                                                |                    |                                                                                  |                               |                |                     |
| 176 | 88                 | Драга, све ћемо да надокнадимо у нашем брачном кревету                           | Влада Алексић и Милан Коњевић | Душан Јанковић | 16. фебруар 2021.   |
| Петар обећава Еми да ће њих двоје и Боле бити породица, али њој то није довољно. Потребно јој је да тачно зна када ће се решити то осетљиво питање. Доктор обавештава Завишу да иде кући. Одушевљен је и зато каже Дуњи да једва чека да улети у њихов кревет и надокнади пропуштено. |                    |                                                                                  |                               |                |                     |
| 177 | 89                 | Љубави, није то што мислиш                                                       | Влада Алексић и Милан Коњевић | Душан Јанковић | 17. фебруар 2021.   |
| Радић наговара коначно Јасну да провере њеног момка. Прерушени упадају у локал где затичу неваљалка како се удвара Радићевој колегиници. Јасна скаче, а ухваћени јој се правда да је све погрешно разумела. Боле је скрхан кад сазна да ће се десити неке промене у његовој породици и да мама и тата неће бити стално заједно. Ема тешко подноси његову тугу.                                                                   |                    |                                                                                  |                               |                |                     |
| 178 | 90                 | Прекасно је за Дуњине изјаве љубави                                              | Влада Алексић и Милан Коњевић | Душан Јанковић | 18. фебруар 2021.   |
| Тома и Марија проводе интимно вече. Након бурне ноћи, на Томиним вратима се појављује Дуња, која не знајући да је Марија у стану, признаје Томи да га воли, да жели да буе са њим и а је све уосталом рекла и Тврдом. Такве њене речи Тома је дуго чекао, али сада њено признање очекује на нож. |                    |                                                                                  |                               |                |                     |
| 179 | 91                 | Влада и Миона поново заједно!                                                    | Влада Алексић и Милан Коњевић | Душан Јанковић | 19. фебруар 2021.   |
| Тврди је спреман да послуша све Блаженкине савете по питању Дуње. Боле моли Петра да му обећа да ће се Ема вратити. Миона и Влада улазе у жестоку свађу, скоро физички обрачун који се завршава страсним пољупцима. |                    |                                                                                  |                               |                |                     |
| 180 | 92                 | Ивин осамнаести рођендан                                                         | Влада Алексић и Милан Коњевић | Душан Јанковић | 19. фебруар 2021.   |
| Сви се спремају за прославу Ивиног осамнаестог рођендана у Владиној пицерији, осим Дуње и Тијане. Тврди и Дуња и даље живе у Дуњином стану и на корак су од помирења иако Дуња и даље воли Тому. Петар је написао писмо Еми која није остала равнодушна. Влада и Миона се поново љубе у пицерији, али му Миона говори да то што раде није поштено. На крају, сви славе Ивин рођендан наизглед срећни и задовољни својим животом. |                    |                                                                                  |                               |                |                     |